# Piazza Medaglie d'Oro (Napoli)
Piazza Medaglie d'Oro è una delle principali piazze della città di Napoli, situata nel quartiere dell'Arenella. Nella piazza, di forma ottagonale, si dipartono a raggiera otto strade tra cui alcune tra le principali arterie del quartiere, rendendola uno dei punti nodali della struttura urbanistica napoletana, crocevia e punto di smistamento della quinta municipalità di Napoli, che comprende i due quartieri dell'Arenella e del Vomero.
La piazza è inoltre importante dal punto di vista della toponomastica, poiché si trova al centro di una serie di vie dedicate a napoletani decorati con medaglia d'oro al valor militare, quasi tutti della prima metà del XX secolo; tra questi Ugo Niutta, Mario Fiore, Giuseppe Orsi, Raffaele Tarantini, Guido Menzinger, Raffaele Libroia, Francesco Azzi, Teodoro Capocci, Raffaele Stasi, Domenico De Dominicis e diversi altri. I giardinetti al centro della piazza sono stati intitolati alla memoria di Silvia Ruotolo, vittima innocente della camorra, che cadde uccisa l'11 giugno 1997 essendosi trovata per caso nel mezzo di un regolamento di conti tra clan rivali a salita Arenella, sotto casa sua. 

## Descrizione e storia

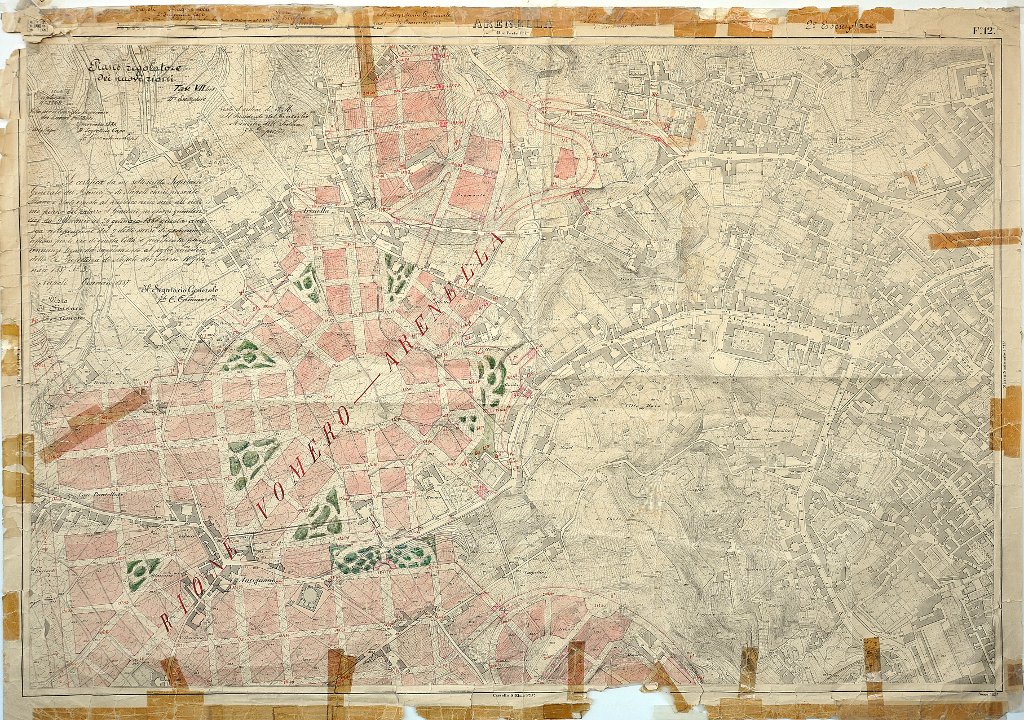
Tavola Schiavoni n.12, opera di Federico Schiavoni, su cui è visibile il progetto di urbanizzazione dell'area di Piazza Medaglie d'Oro di Adolfo Giambarba

1977, Piazza Medaglie d'Oro, posa della prima pietra della Linea 1 della metropolitana di Napoli

Tutta l'area della piazza e la zona circostante erano, fino alla fine del XIX secolo, ancora esterne al perimetro cittadino. Il primo progetto di urbanizzazione dell'area, in cui la piazza costituiva il punto principale secondo un disegno a raggiera già molto simile all'attuale e ispirato alle idee dell'urbanista francese Georges Eugène Haussmann, risale al 1885 ad opera di Adolfo Giambarba, già responsabile dell'elaborazione dei progetti per il "Risanamento di Napoli". Tale ipotesi realizzativa tuttavia non trovò immediata realizzazione per difficoltà economiche e la crisi bancaria di fine Ottocento. Sebbene quindi già pianificati nel 1886, i lavori iniziarono solo nel 1927, in base a una convenzione stipulata l'anno precedente e che prevedeva l'alloggio di oltre cinquantamila persone su un'estensione di circa 250000 metri quadri, con solo modifiche minori al disegno del Giambarba. I lavori continuarono per diversi anni, mentre Piazza Medaglie d'Oro in particolare fu completata nel 1930.
Nella piazza è situata l'omonima stazione della Linea 1 della metropolitana di Napoli, ed è proprio in questa piazza che, simbolicamente, il 22 dicembre 1977, alla presenza del sindaco Maurizio Valenzi e dall'assessore ai trasporti Luigi Buccico venne posta la "prima pietra" della nuova linea di metropolitana. La stazione venne costruita tra il 1980 e il 1990, su progetto di Michele Capobianco e Daniele Zagaria e aperta nel 1993. La stazione è dotata di sei uscite poste nella piazza (originariamente erano sette, ma poi in seguito l'uscita ubicata nell'aiuola centrale della piazza è stata chiusa e tombata negli anni 2010), più cinque ascensori per i portatori di handicap. All'interno della stazione i binari sono serviti da due banchine.

## Galleria d'immagini

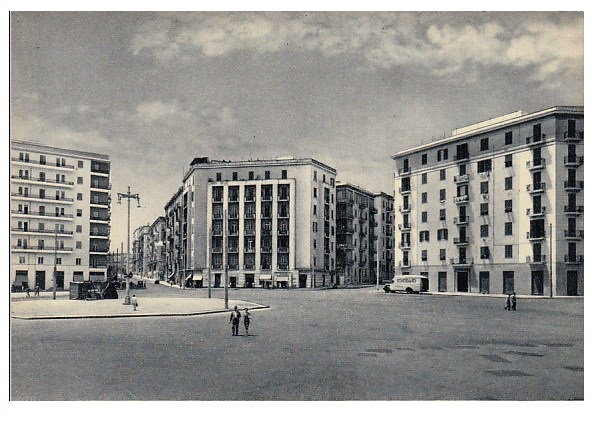
Piazza Medaglie d'Oro negli anni Cinquanta
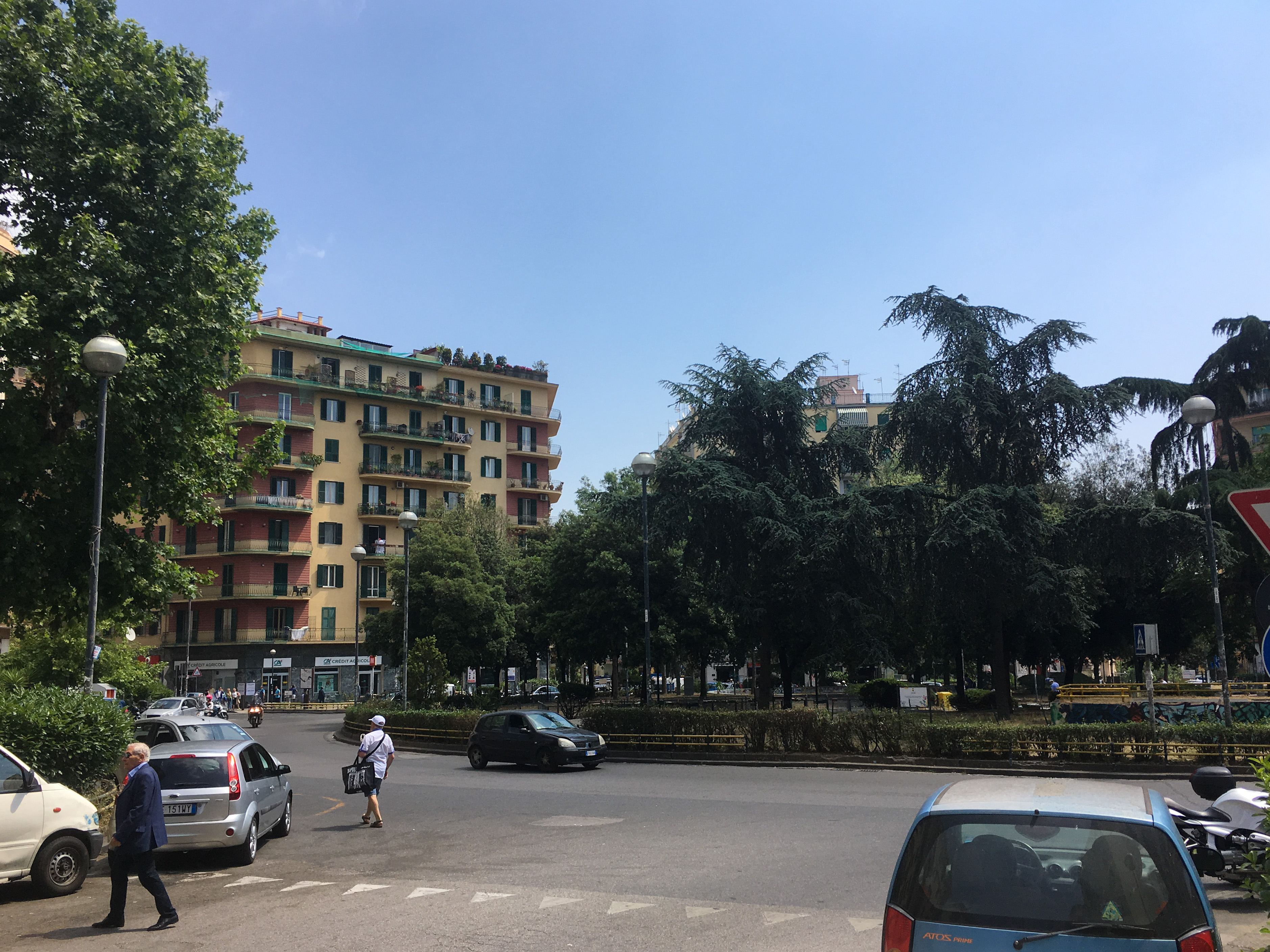
Piazza Medaglie d'Oro nel 2017
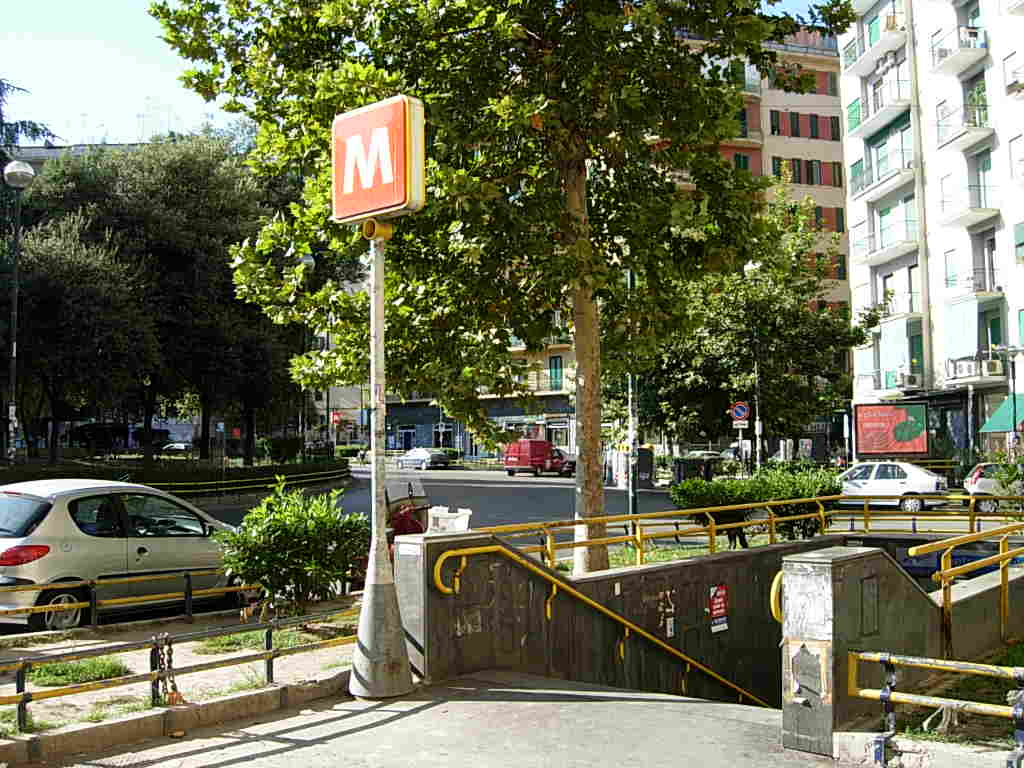
Piazza Medaglie d'Oro, ingresso della fermata omonima della metropolitana